# Toshihide Saito
Toshihide Saito (Prefectura de Shizuoka, Japó, 20 d'abril de 1973) és un futbolista japonès.

## Selecció japonesa
Toshihide Saito va disputar 17 partits amb la selecció japonesa.